# Colostygia atra
Colostygia atra là một loài bướm đêm trong họ Geometridae.